# آرتور ادوارد پاتس
آرتور ادوارد پاتس (انگلیسی: Arthur Edward Potts؛ ۲۴ اکتبر ۱۸۹۰ – ۱۹۸۳) پرسنل نظامی اهل کانادا بود. وی همچنین برندهٔ جوایزی همچون نشان افسری کانادا شده‌است.